# Calophyllum obliquinervium
Calophyllum obliquinervium är en tvåhjärtbladig växtart som beskrevs av Merrill. Calophyllum obliquinervium ingår i släktet Calophyllum och familjen Calophyllaceae. Inga underarter finns listade i Catalogue of Life.